# クルスクの戦い
クルスクの戦い（クルスクのたたかい、ドイツ語: Schlacht bei Kursk(シュラハト・バイ・クルスク)、ロシア語: Курская битва(クールスカヤ・ビートヴァ)）は、第二次世界大戦中の1943年、東部戦線（独ソ戦）ソビエト連邦（以下ソ連）の都市であるクルスク周辺をめぐり、ナチス・ドイツ（以下ドイツ）軍とソ連軍（赤軍）との間で行われた戦闘の名称である。ドイツ軍の正式作戦名「ツィタデレ（城塞）作戦」（ドイツ語: Unternehmen Zitadelle 英語:Operation Citadel）。ドイツ側約2,800輌、ソ連側約3,000輌の合計約6,000輌の戦車が戦闘に参加し、「史上最大の戦車戦」として知られている。クルスク戦車戦、クルスク会戦とも呼称される。

## 背景

### 第三次ハリコフ攻防戦

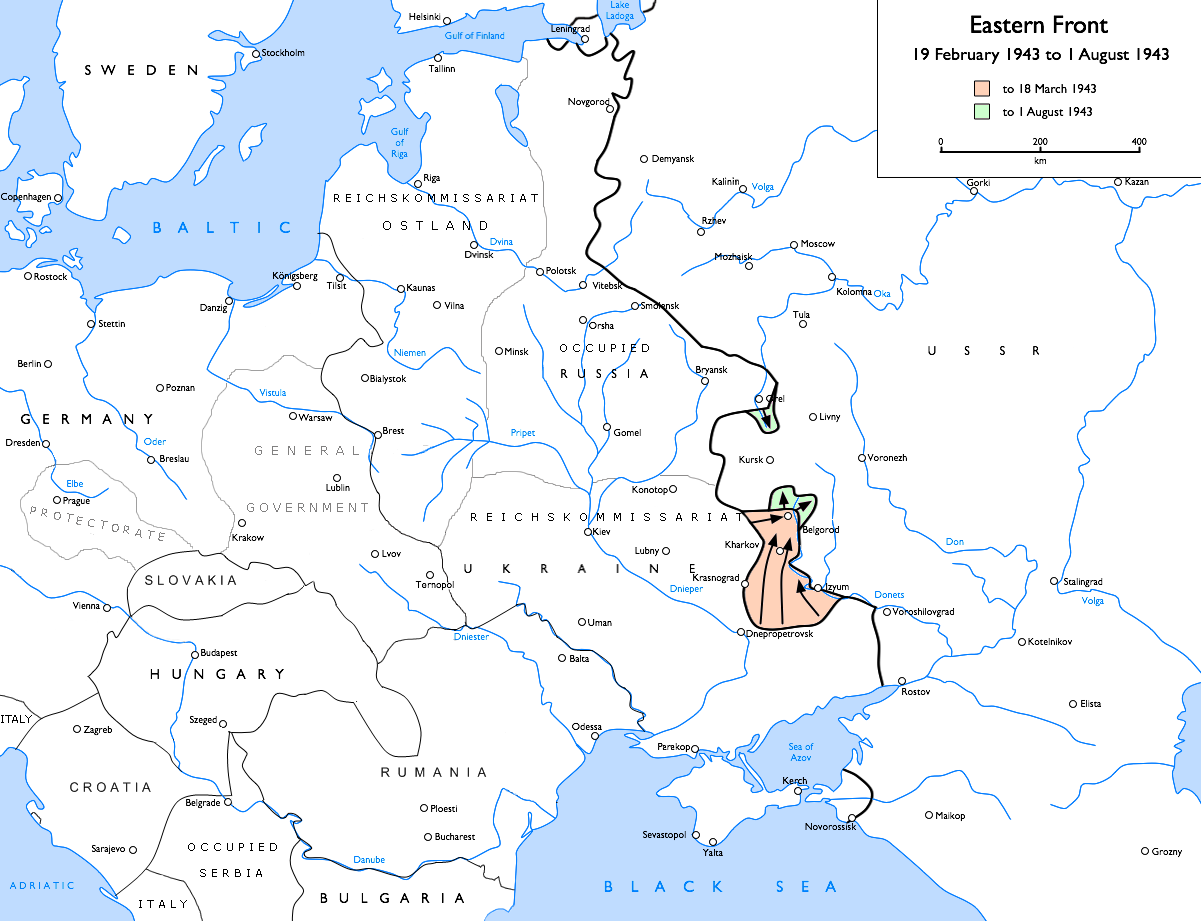
1943年2月から8月にかけての東部戦線の状況 2月19日から3月18日にかけてはクルスク南方で前線が北東方向に大きく移動（橙色）したが、クルスクの戦いが始まって1ヶ月が経過した8月1日には前線が膠着していた（緑色）。

1943年上半期の第三次ハリコフ攻防戦の結果、独ソ戦の戦線はクルスクを中心にソ連側の突出部が生じた。ドイツ軍は消耗が激しく、もはや広大な戦線で大攻勢をかける力がなかったため、局地的な攻勢を行って東部戦線を安定させ、予想される西側連合国の大陸反攻に備えて必要な予備兵力を確保することが計画された。1943年3月18日、マンシュタイン元帥は陸軍総参謀長クルト・ツァイツラーに電話会談でクルスク攻撃案を伝えたが、当初ヒトラーら上層部はスターリングラード攻防戦の敗戦を重く見て、年内の戦略攻勢は諦め、むしろ戦術次元の攻勢によって持久戦に持ち込むことを考えていた。3月21日にクルスク攻撃作戦の中止とハリコフ南東、チュガーエフおよびイジュームへの攻撃準備命令が下され、翌22日マンシュタインはヒトラーへ説得を試みたが徒労に終わった。一時は凍結されるかに見えたクルスク攻勢案は前線の将軍たちの間で賛同者が増え、ツァイツラー参謀総長、中央軍集団司令官ギュンター・フォン・クルーゲ元帥、第9軍司令官ヴァルター・モーデル上級大将らが賛成派に回った。これを見たヒトラーも計画に同意し、4月15日に陸軍総司令部から作戦命令第6号を発令。作戦名は“ツィタデレ”(城塞)と命名され、クルスクの突出部へ先制攻撃をかけることが決定された。

### 作戦計画
“ツィタデレ（城塞）”作戦発動は1943年5月3日と予定されたが、これには保留条項があり、結果的には行われず、逆にヒトラーは、5月3日にミュンヘンに軍の高級幹部を集めて会議を開き、前日にヴァルター・モーデル元帥から敵陣地の対戦車防御組織が非常に強化されているとの話を受けて、さらに装甲兵力(戦車)を増強することが必要だと考え、6月10日まで作戦を延期することを主張した。しかし、この会議に参加した中央軍集団司令官ギュンター・フォン・クルーゲ元帥と南方軍集団司令官エーリッヒ・フォン・マンシュタイン元帥は、延期すればソ連軍はドイツ軍以上に戦力を増強して態勢を整えるとして延期に反対し、さらにマンシュタインは、ドイツの北アフリカ前線は破綻しており、北アフリカが陥落して、その後、西側連合軍がヨーロッパに上陸したら、作戦自体が成立しなくなると主張した。また、ハインツ・グデーリアン上級大将は、作戦放棄論を主張し、その中で、投入される新型のパンター戦車には多くの初期欠陥があり、攻撃予定日までに改善できないと発言し、アルベルト・シュペーア軍需大臣もこれに同調した。しかし、ヒトラーは、北アフリカ戦線はチュニスへの増援が可能であり、西側連合軍のヨーロッパ上陸も、6-8週間はかかるだろうと考えており、6月中は北アフリカのことは考える必要は無いと判断して、自分の意見は変えなかった。その後、この会議では何も決まらず散会となったが、5月11日には6月中旬まで作戦延期が決定された。その2日後の5月13日には、チュニスで、北アフリカのドイツ・イタリア軍は降伏してしまい、ヨーロッパ南岸への連合軍の上陸作戦はより現実味を帯びることになった。しかし、延期されていた6月中旬になっても、作戦は発動されず、7月1日にヒトラーは、東プロイセンの総統大本営に全軍の司令官と軍団長を招集して、作戦開始を7月5日と最終的に決めた。ヒトラーもまた不利を察し、「クルスクのことを考えると、気分が悪くなってくる」という内心を吐露している。

### 作戦準備

#### ドイツ軍
ドイツ軍の装甲部隊は、過去二年の東部戦線の激戦で消耗し切っていたが、1943年3月にその生みの親であるハインツ・グデーリアン上級大将が装甲兵総監に就任し、装甲部隊の再建にあたることとなった。これまでドイツ軍はソ連のT-34中戦車やKV-1重戦車に苦戦を強いられてきたが、1942年下半期にティーガーI重戦車が投入されたのを皮切りに、ツィタデレ作戦のためにⅤ号戦車パンターD型、フェルディナント重駆逐戦車、フンメルなどの新兵器が配備され、既存の戦車にも改良が加えられて、装甲部隊は自信を取り戻していた。ドイツ軍はこの作戦に東部戦線の戦車及び航空機の内6割から7割を動員し、最終的な参加兵力は兵員90万人、戦車及び自走砲2,700両、航空機1,800機に及んだが、予備兵力は皆無だった。

#### ソ連軍
一方赤軍は、4月11日にソ連大本営において、ドイツ軍が突出部を攻撃した場合は、強固な防御でこの攻撃を退けてドイツ軍の戦力を破壊した後、攻勢に転じてドイツ軍を撃破する、戦略守勢で後に攻撃転移という方針を暫定として決めたが、その後にヴォロネーシ方面軍司令官ニコライ・ヴァトゥーチンがベルゴロドとハリコフ方面から先制攻撃する意見具申をした。アレクサンドル・ヴァシレフスキー、ゲオルギー・ジューコフ、アレクセイ・アントーノフなどの軍の主要幕僚は反対したが、スターリン自身は、先制攻撃は魅力的だと考え迷っていたため、何度か討議が重ねられていたが、5月中旬には戦略守勢で後に攻撃転移という方針を最終的に決定した。
また、反独組織ルーシーにより、ドイツ軍の作戦を早期に察知して、クルスク周辺一帯に大規模な塹壕、地下壕、鉄条網、地雷地帯、砲兵陣地、機関銃陣地、パックフロント（対戦車陣地）を組合わせた防衛陣地帯を8つ構築して、ここに兵員133万人、戦車及び自走砲3,300両、火砲2万門、航空機2,650機に及ぶ大兵力を配置して要塞化した。さらに兵員130万、戦車及び自走砲6,000両、火砲2万5,000門、航空機4,000機を超える予備兵力をその後方に待機させた。

## 両軍の編制

### ドイツ軍の編制
戦闘に直接参加しなかった部隊は括弧で記した。
- 中央軍集団 - ギュンター・フォン・クルーゲ元帥（北部よりクルスク突出部を攻撃）
  - 第9軍 - ヴァルター・モーデル上級大将
    - （第20軍団）
    - 第23軍団 - ヨハネス・フリースナー歩兵大将
      - 第78突撃師団（実質歩兵師団、1月1日より改称）- ハンス・トラウト中将
      -  第216歩兵師団 - フリードリヒ＝アウグスト・シャック少将
      -  第383歩兵師団 - エドムント・ホフマイスター少将

    - 第41装甲軍団 - ヨーゼフ・ハルペ装甲兵大将
      -  第86歩兵師団 - ヘルムート・ヴァイトリング中将
      -  第292歩兵師団 - ヴォルフガング・フォン・クルーゲ中将（クルーゲ元帥の弟）
      - 第656重駆逐戦車連隊/第653重戦車駆逐大隊/第654重戦車駆逐大隊/第216突撃戦車大隊（フェルディナント重駆逐戦車とブルムベア突撃戦車を装備）
      - 第560重戦車駆逐大隊（ホルニッセ自走砲装備）

    - 第46装甲軍団
      -  第102歩兵師団
      -  第258歩兵師団
      - マントイフェル戦闘集団
      -  第7歩兵師団
      -  第31歩兵師団 - フリードリヒ・ホスバッハ中将

    - 第10装甲旅団/第39装甲連隊/第52装甲大隊（V号戦車パンターD型装備）
    - 第33装甲連隊（IV号戦車H型）
    - 第47装甲軍団 - ヨアヒム・レメルセン（英語版）装甲兵大将
      -  第6歩兵師団
      -  第2装甲師団
      -  第9装甲師団
      -  第20装甲師団

    - フォン・エーゼベック集団（予備） - ハンス＝カール・フォン・エーゼベック（ドイツ語版）　10.5cm IeFH18・Sd Kfz11装備、

  - 第1航空師団
- 南方軍集団 - エーリッヒ・フォン・マンシュタイン元帥（南部よりクルスク突出部を攻撃）
  - 第4装甲軍 - ヘルマン・ホト上級大将
    - 第52軍団
      -  第57歩兵師団
      -  第255歩兵師団
      -  第332歩兵師団

    - 第48装甲軍団 - オットー・フォン・クノーベルスドルフ装甲兵大将
      -  第167歩兵師団（3.7cm PaK36、5cm PaK38、7.5cm PaK40装備）
      -  第11装甲師団（Ⅲ号戦車J型装備　Ⅳ号戦車G型装備）
      - 第2装甲師団/第38戦車駆逐大隊/第3中隊（マルダーⅢH型対戦車自走砲装備）
      -  第3装甲師団（グリレ自走砲装備）
      - 第20装甲師団/第92戦車駆逐大隊・第4(重)中隊（マルダーⅢ自走砲装備）
      -  グロースドイッチュラント（大ドイツ）装甲擲弾兵師団

    - 第2SS装甲軍団 - パウル・ハウサーSS大将[注釈 3]
      -  第1SS装甲擲弾兵師団「ライプシュタンダルテ・SS・アドルフ・ヒトラー（SS・アドルフ・ヒトラー身辺護衛連隊、LSSAH）」第13中隊（ティーガーⅠ重戦車装備）、第1SS装甲擲弾兵連隊（グリレH型自走砲装備）
      -  第2SS装甲擲弾兵師団「ダス・ライヒ（国家）」（Ⅲ号突撃砲G型装備）
      -  第3SS装甲擲弾兵師団「トーテンコップフ（髑髏）」（フンメル自走砲装備）
      - 装甲擲弾兵師団「グロース・ドイッチュラント」/装甲砲兵連隊第1大隊（ヴェスペ自走砲装備）
- ケンプフ軍支隊（軍規模） - ウェルナー・ケンプフ装甲兵大将
  - 第3装甲軍団 - ヘルマン・ブライト装甲兵大将
    -  第6装甲師団
    -  第7装甲師団
    -  第19装甲師団
    -  第168歩兵師団

  - 第11軍団（5月11日までのラウス軍支隊） - エアハルト・ラウス装甲兵大将
    -  第106歩兵師団
    -  第320歩兵師団

  - （第42軍団）
    -  第39歩兵師団
    -  第161歩兵師団
    -  第282歩兵師団

  - 第8航空軍団（Bf109G、Fw190A、Fw190F、Ju87D-7、Ju87G装備
  - 第1地上襲撃航空団：Hs129B装備
  - 第2地上襲撃航空団：Hs129B装備
  - 第6装甲師団/第11戦車連隊(Ⅲ号戦車M型を装備)
- 軍集団予備
  - 第24装甲軍団
    - 　第5SS装甲師団『ヴィーキング』
    -  第17装甲師団

### ソ連軍の部隊編制
中央方面軍（クルスク突出部の北部に配置）
- 第1線（前線配置）
  - 第48軍　第307狙撃兵師団・第129戦車旅団:(T-34-76中戦車1942年型装備)
  - 第13軍　第375狙撃兵師団・第96戦車旅団:(T-34-76中戦車1943年型装備)
  - 第70軍　KV-1重戦車1941年型装備
  - 第65軍　SU-122自走砲　37mm1-K、45mm19-K、45mm53-K、45mmM-42装備
  - 第60軍　SU-152自走砲装備
- 第2線（後方配置）
  - 第2戦車軍　バレンタインMk.Ⅸ歩兵戦車Mk.Ⅲ、T-70M軽戦車装備
- 作戦支援
  - 第16航空軍
- 方面軍予備
  - 1個騎兵軍団　F-22、F-22USV、ZiS-3装備
  - 第9戦車軍　　チャーチルMk.Ⅳ歩兵戦車装備
  - 第19戦車軍　第193独立戦車連隊:M3リー中戦車装備

ヴォロネーシ方面軍（クルスク突出部の南部に配置）
- 第1線（前線配置）
  - 第6親衛軍　KV-1重戦車1941年型F-32装備
  - 第7親衛軍　KV-1S重戦車装備
  - 第38軍　SU-76M自走砲装備
  - 第40軍　122mm榴弾砲M-30装備
  - 第69軍　BM-8装備
- 第2線（後方配置）
  - 第1戦車軍
- 作戦支援
  - 第2航空軍　La-5、Yak-1/7/9、Il-2装備
- 方面軍予備
  - 第35親衛狙撃軍団
  - 第2親衛戦車軍団
  - 第5親衛戦車軍団

ステップ方面軍（後方の予備兵力）
- 第5親衛軍
- 第5親衛戦車軍
- 第27軍
- 第47軍
- 第53軍
- 第1機械化軍団
- 第4親衛戦車軍団
- 第10戦車軍団
- 3個親衛騎兵軍団
- 第5航空軍

## 戦闘の経過
本記事では便宜上、ドイツ中央軍集団の担当戦区を「北部戦線」、南部軍集団の担当戦区を「南部戦線」と呼称する。

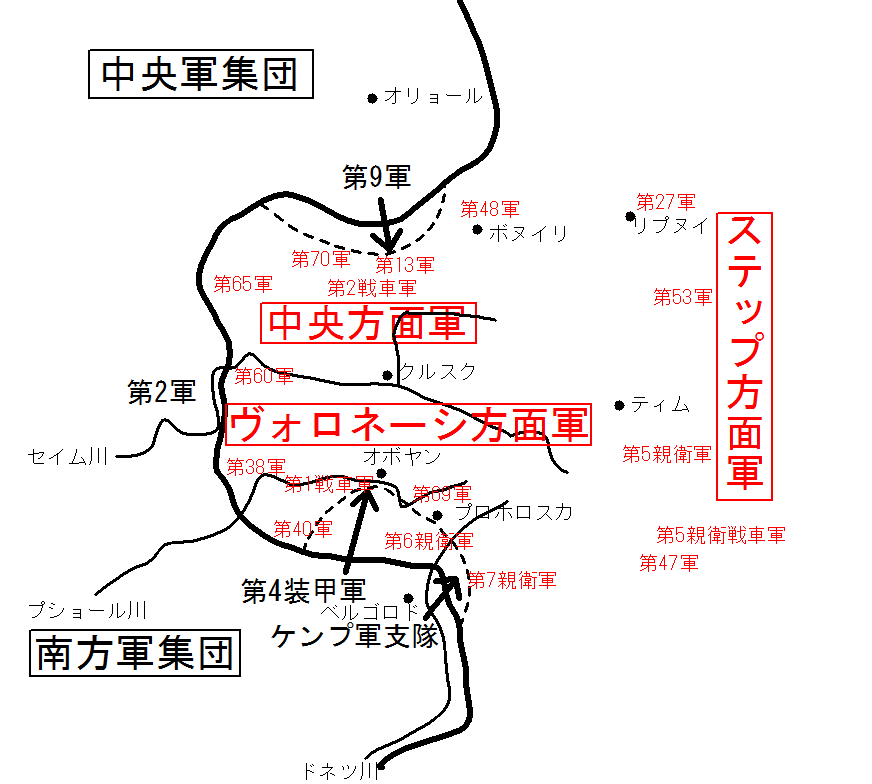
クルクス突出部におけるドイツ軍及びソ連軍の部隊配置と作戦前と作戦後の前線。黒文字の部隊がドイツ軍、赤文字の部隊がソ連軍、黒の太線が作戦前の前線、黒の破線が作戦後の前線。

作戦発動日前日の7月4日、南部では午後から第LII軍団、第48装甲軍団が、深夜から第2SS装甲軍団が観測所を確保するため小規模な攻撃を開始した。
5日未明、捕虜の情報からドイツ軍の攻撃を午前2時と知った赤軍は1時20分から30分間ドイツ軍の準備地域に大規模な破砕射撃を行った。しかし実際の攻撃開始時刻は午前3時半で、ドイツ軍は殆ど陣地に居らず、若干の損耗と北部で2時間、南部で3時間程度作戦開始が遅れただけであった。

### 北部戦線
北部を担当していたヴァルター・モーデル上級大将率いる中央軍集団の第9軍は、攻撃対象のロコソフスキーの中央方面軍に加えて北側面のマルキアン・ポポフ大将のブリャンスク正面軍を警戒する必要があり、機甲部隊主力(エーゼベック軍支隊)を機動防御に転用可能な第二陣に拘置。まずは第20装甲師団だけを投入し、突撃砲に支援された歩兵師団主体による攻撃を開始した。5回の攻撃を繰り返したものの、ソ連側陣地の防御は固く、7,200名の損耗を出しながらもオリホヴァートカ方面で3-6km前進したのみで1日目を終えた。6日には赤軍も第2戦車軍に第19戦車軍団ら増援を加えて反撃し、大規模な戦車戦が勃発。ティーガー戦車の威力は絶大で赤軍先鋒の第107戦車旅団はわずか数分で戦車50両中46両を喪い後退した。7日からは攻撃の主軸を鉄道線上のポヌイリ市に変更して攻撃を再開、第18装甲師団の支援を受けた2個歩兵師団が「第二のヴェルダン」と呼ばれる激戦を繰り広げ、8日夜には市の大半を占領した。同8日にクルスク市を見下ろすオリホヴァートカ高地を巡っても激戦が続いたが、ソ連側陣地を突破することができず、赤軍第16、19戦車軍団の到着を受けて翌9日に攻撃を中止した。7月10日、赤軍は最後の予備兵力である第9戦車軍団を投入、モーデルも切り札の第12装甲師団を最右翼に配置し、12日から南西を重点にオリホヴァートカの迂回攻撃を試みた。しかし11日から赤軍の“クトゥーゾフ”攻勢の予備攻撃（12日より本攻勢）が開始、補給地点オリョールを守る第2装甲軍を救援するためモーデルは攻勢を中止した。

### 南部戦線
一方南部では、5日にエーリッヒ・フォン・マンシュタイン元帥率いる南方軍集団の第4装甲軍の第48装甲軍団とSS第2装甲軍団が攻撃を開始。最初の攻撃は撃退されたものの、午後からはティーガーI戦車を装備した装甲部隊を主戦力とする戦法「パンツァーカイル」を導入して攻撃正面の赤軍防御線の外周部分を突破し、10km前進（損耗6,000名）した。7日未明には、攻撃の主軸をオボヤンとプロホロフカ方面に指向したため、ソ連軍は、その方面の前線を受け持つ第6親衛軍と第1戦車軍に、待機させていた方面軍予備兵力の投入を開始した。8日には、この方面で激しい攻撃を開始、第1防御線を突破して第2防衛線まで突破する勢いだったため、ソ連軍は、その突破口に方面軍予備兵力の第2・第5親衛戦車軍団、歩兵数個師団、砲兵部隊を急遽送り込み対処した。
10日からは、プロホロフカ方面に戦力を結集させて再び攻撃を開始、第48装甲軍団と第2SS装甲軍団の攻撃により、第6親衛軍と第1戦車軍は大きな損害を受けてしまい、第6親衛軍の陣地は2箇所で大きな突破口を開けられてしまった。一方、これより南東方面の前線では、ケンプ軍支隊が、ソ連軍第7親衛軍の陣地を攻撃して突破したものの、陣地の防御はより強固だったため、前進が遅れてしまい、ソ連軍の東方からの増援を阻止する任務を十分に果たすことができずにいた。それとは対照的に、プロホロフカ方面の第48装甲軍団の進撃は、高い犠牲を払いつつも比較的順調であり、10日午後には攻撃開始線から25km北にあるプセール川南岸の高地まで前進した。この川は、クルスクへの最後の天然の要害と考えられていたため、突破されればドイツ軍にクルスクへの進撃を許してしまうのと同時にヴォロネーシ方面軍の防御にも穴が開いてしまう危機に直面した。
ソ連大本営は、これに対処するため、後方の予備兵力であるステップ方面軍の第5親衛軍と第5親衛戦車軍を救援部隊としてヴォロネーシ方面軍に向かわせた。一方ドイツ軍の第4装甲軍司令官ヘルマン・ホト上級大将は、ソ連軍の第1戦車軍と数個の戦車軍団がクルスクに向かう攻撃を阻止するため、部隊の進撃方向の正面に展開しており、また第5親衛戦車軍がステップ方面軍に所属していることを事前に承知しており、ソ連軍の東方からの増援を阻止するケンプ軍支隊の前進も遅れていたため、もし第5親衛戦車軍が進出する場合には、クルスク南部の小都市プロホロフカを通過すると考えたため、プロホロフカ奪取を第2SS装甲軍団に下命し、第48装甲軍団は東に進路を変えて、第2SS装甲軍団を援助することになった。7月11日には、プロホロフカを守備していた、ヴォロネーシ方面軍の第1戦車軍と第6親衛軍が、第2SS装甲軍団の攻撃で撃退されたため、9日の夕方にプロホロフカに到着していた第5親衛戦車軍が反撃することになり、翌12日にはプロホロフカ周辺で「史上最大の戦車戦」とされるプロホロフカ戦車戦が起きた。

#### プロホロフカ戦車戦
プロホロフカにはクルスクとベルゴロドを結ぶ鉄道路線があり、さらに北西部にプショール川が流れ地形も広大な草原であった。このプショール川と鉄道に阻まれた狭い地域で、7月12日、プロホロフカ占領を目指す第2SS装甲軍団のLSSAH師団と、第2SS装甲軍団を撃破し第48装甲軍団の後方遮断を意図する第5親衛戦車軍とで戦車戦が開始された。
12日早朝、252.2高地から前進するLSSAH戦車戦闘団とソ連第53機械化旅団とが遭遇、戦車戦が始まった。これを皮切りに、次々とLSSAH師団の前線に戦車部隊の飽和攻撃を繰り返し、LSSAH師団は前進を中止し防御戦闘への移行を余儀なくされた。当時の戦闘記録によると、タンクデサントを満載したT-34の集団が自ら築いた対戦車壕を前に進攻が停止し、これを飛び越えようとして転落して行動不能になる戦車部隊も中にはあった。LSSAHの防御線を突破した赤軍部隊も全て撃退された。「我々より10倍もの敵戦車部隊との戦闘は、これまで経験が無かった。」（第7戦車中隊長ティーマンSS大尉）と言う程の激戦だった。
13日のLSSAH師団報告によると、ソ連軍戦車192輌を撃破した。こうしたソ連側の被害は、第5親衛戦車軍司令官パーヴェル・ロトミストロフがティーガー対策に近接戦闘を指示したため、砲塔に増加装甲を装備したIV号戦車をティーガーと誤認して接近し、逆にドイツ軍の75mm砲が有効な距離で撃破されていった結果でもあった。LSSAH師団の損害は24輌（全損車はIV号戦車：4輌、ティーガー：1輌）。14日には稼動88輌に回復した。第IISS装甲軍団全体の損害もLSSAH師団24輌、DR師団16輌、T師団20輌、計60輌（全損5輌、修理可能な損傷車輌55輌）と、過去言われていたデータとは比較にならないほど小さかった。第5親衛戦車軍は「16日までにT-34：222輌、T-70：89輌、チャーチル：12輌、SU：11輌全損」と報告した。ちなみにソ連の戦史ではティーガー撃破とよく出てくるが、この時稼動していた本物のティーガーは、LSSAH戦車連隊第13中隊の僅か4輌にすぎない。
これまでこの戦闘に参加した戦車数はドイツ軍600両、赤軍900両にも及び両軍の損害合わせると700両に及ぶ損耗戦だったと言われてきた。これは1981年までSSの記録が機密扱いだったため、両軍の参加した車両や構成、損害数などは資料によって、またはドイツ・ソ連から公開される不完全な資料で食い違いがあった。さらに崩壊前のソ連はプロパガンダとしてこの戦いを劇的に脚色して発表していたため、正確な情報が曖昧な状態になっている。

### 赤軍の反攻
赤軍はドイツ軍の攻勢が停止した後に行うことになっていた大規模反攻を7月12日にクルスク突出部の北側で開始し、ドイツ軍に占領されていたオリョールの解放を目指して攻勢にでた（クツゥーゾフ作戦）。この攻勢により、オリョールは8月5日に解放された。8月3日にはクルスク突出部の南側でも反攻（ルミャンツェフ作戦）を開始し、ドイツ軍に占領されていたハリコフは8月23日に解放された。
クルスクの戦いの始まりはドイツ軍がツィタデレ作戦を開始した7月5日で明確であるが、赤軍の大規模な反攻は継続したため終わりは明確でなく、ハリコフの解放までをクルスクの戦いとする見方が多い。
その後も、赤軍の攻勢は続き、ヒトラーはドイツ軍をドニエプル川の西岸まで撤退させることを承認（9月15日）せざるを得ない状況となる。しかし、赤軍の追撃は急でドニエプル川に向けてドイツ軍と赤軍の競走が行われた。この競走の結果、赤軍はドニエプル川の西岸に小さいながらもいくつかの橋頭保を確保することに成功し、これが11月のキエフの解放に重要な役割を果たすことにる。

## 結果
十分な防御体制を整えて待ち受け、ドイツ側に損害を与えた赤軍ではあったが、ドイツ軍を上回る損害を受け、特に南部ではドイツ軍の突出を許し、プロホロフカで消耗したステップ方面軍は危機を迎えていた。しかし、赤軍が北部で逆攻勢『クトゥーゾフ作戦』を開始し、また米英軍も7月10日に南ヨーロッパでシチリア島に上陸を開始。既述の通り内心では作戦に消極的だったヒトラーはこれにイタリアの枢軸離脱、地中海戦線の崩壊の危機を感じ、作戦はわずか一週間で中止されてしまう。しかし、マンシュタインは南部での攻勢をヒトラーに承諾させて作戦の続行を試みたが、7月17日にイジュームとミウスの防御線に対して赤軍の攻勢が行われ、これに対応する部隊の派遣のためについに中止した。
ドイツ軍は終始戦術的な優勢を保っていたにのも関わらずソ連軍の反撃で攻勢を中止せざるを得なかった。これは単一作戦でしかない“ツィタデレ”作戦に対して、クルスクでのドイツ軍誘引からクトゥーゾフ攻勢、ルミャンツェフ作戦以下一連の連続攻勢を行ったソ連軍伝統の「作戦術」がドイツ軍を戦略的に上回った結果であるといえよう。
ドイツ軍は最終的にはプロホロフカを占領することもクルスク突出部を殲滅することもできず、戦略的な目的を達成することはできなかった。
後衛戦闘を行いつつ撤退したドイツ軍に対し、赤軍は予備兵力をまとめて反撃を開始した。これにより、前線で修理中のドイツの損傷車輌で後送の間に合わないものは自爆処分され、最終的な全損車輌の台数が増加することになった。例えば南方軍集団の戦車の全損数は7月末までに283輌であったが、その後の修理可能だった車輌の自爆処理によって、約400輌に増加している。（別記録では独軍は戦車と自走砲合わせて2900両の損失となっている）
一方、戦場に留まったソ連軍は逆に損傷車両を極力回収して修理・再生し、戦力を回復した。ドイツ軍は秩序立った後退と兵力温存には成功するが、天然の要害ドニエプル川の渡河を許してしまい、クルスク進撃どころか要衝キエフまで奪回された。
クルスクの戦いは独ソ戦でドイツ軍が攻勢に回った最後の大規模な戦闘であり、赤軍が夏期においても勝利した最初の大規模な戦闘であった。これ以降、独ソ戦の主導権は完全に赤軍のものとなり、そして翌1944年のバグラチオン作戦によって事実上勝敗は決した。

## ギャラリー

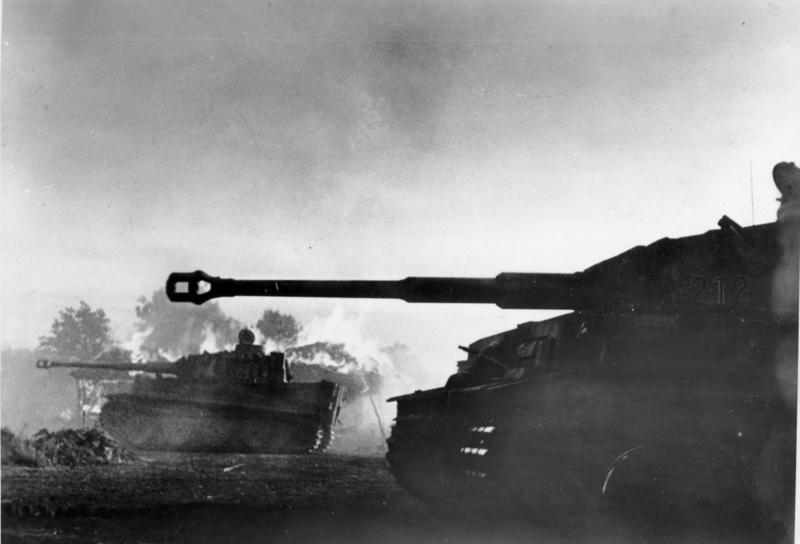
戦闘中のティーガーI戦車。
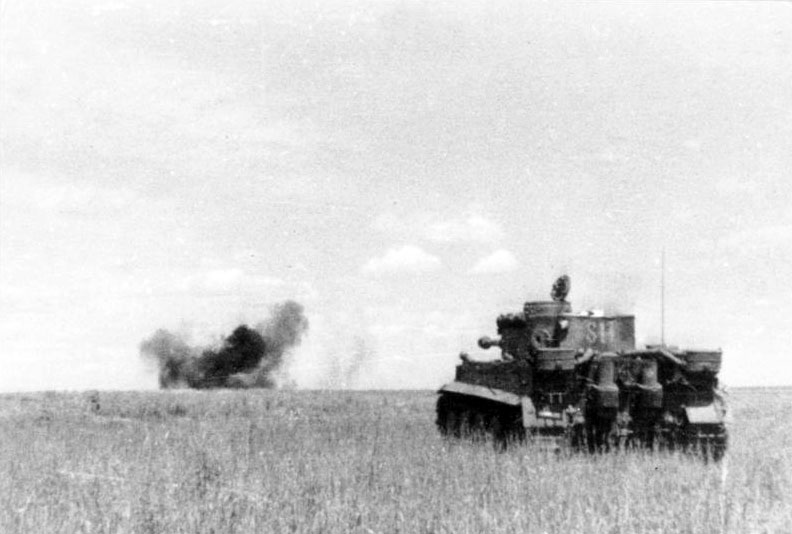
攻撃を行う武装親衛隊所属のティーガーI。
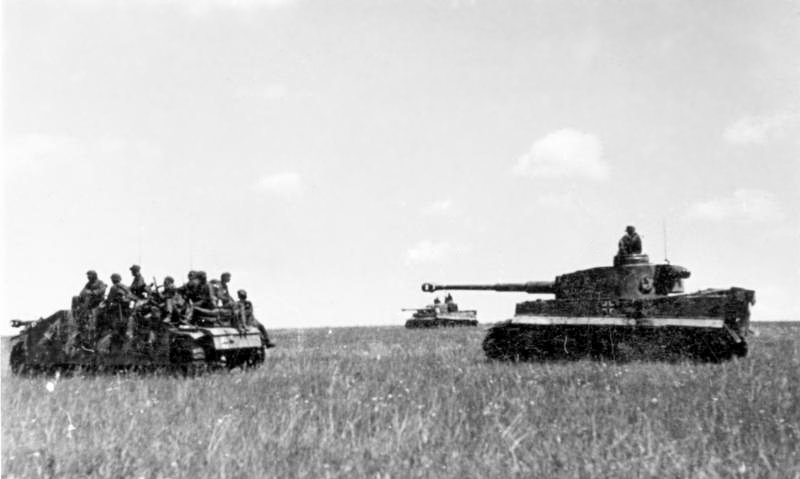
武装親衛隊所属のIII号突撃砲とティーガーI。突撃砲には多数の歩兵が跨乗している。
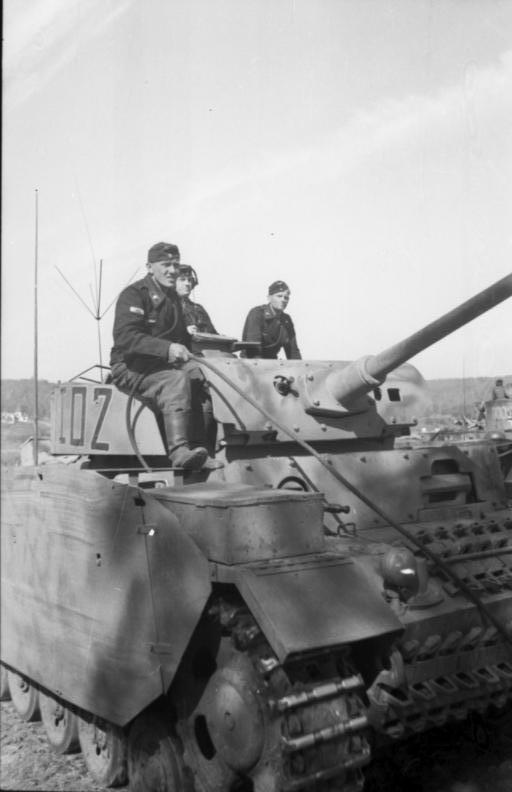
作戦行動中のIII号戦車。星型アンテナを装備しているため指揮戦車とみられる。1943年6月21日の撮影。